# Claviporella
Claviporella is een mosdiertjesgeslacht uit de  familie van de Catenicellidae en de orde Cheilostomatida

## Soorten
- Claviporella aurita (Busk, 1852)
- Claviporella geminata (Wyville Thomson, 1858)
- Claviporella goldsteini Bale, 1922
- Claviporella imperforata MacGillivray, 1887
- Claviporella pulchra MacGillivray, 1887
- Claviporella pusilla (Wilson, 1880)